# Anisomerus
Anisomerus is een geslacht van kevers uit de familie  
kniptorren (Elateridae).
Het geslacht is voor het eerst wetenschappelijk beschreven in 1897 door Schwarz.

## Soorten
Het geslacht omvat de volgende soorten:
- Anisomerus bipectinatus Schwarz
- Anisomerus bipectinatus (Schwarz, 1896)
- Anisomerus franciscae Girard, 1971
- Anisomerus hacquardi Candèze
- Anisomerus lamellicornis Fairmaire, 1888
- Anisomerus mirei Girard, 1986
- Anisomerus prosternalis (Schwarz, 1906)
- Anisomerus senegalensis Laporte
- Anisomerus seydeli Girard, 1986
- Anisomerus sylvestris Girard, 1971
- Anisomerus uelensis Girard, 1986